# Beuvronne
Die Beuvronne (im Oberlauf: Ru de la Fourcière, Ru de l’Abîme) ist ein Fluss in Frankreich, der im Département Seine-et-Marne in der Region Île-de-France verläuft. Sie entspringt im Gemeindegebiet von Cuisy, entwässert zuerst in südwestlicher, später in südöstlicher Richtung, unterquert bei Claye-Souilly den Schifffahrtskanal Canal de l’Ourcq und mündet nach rund 24 Kilometern im Gemeindegebiet von Annet-sur-Marne als rechter Nebenfluss in die Marne.

## Orte am Fluss
- Cuisy
- Vinantes
- Nantouillet
- Saint-Mesmes
- Gressy
- Claye-Souilly
- Annet-sur-Marne